# Leucotmemis ornatula
Leucotmemis ornatula är en fjärilsart som beskrevs av Walker 1854. Leucotmemis ornatula ingår i släktet Leucotmemis och familjen björnspinnare. Inga underarter finns listade i Catalogue of Life.